# Estación de Lyon-Saint-Paul
La estación de Lyon-Saint-Paul es una de las siete estaciones ferroviarias de la ciudad francesa de Lyon. Esta antigua estación que data de finales del siglo XIX ha ido perdiendo peso a lo largo de los años. En la actualidad se limita a recibir tráfico de trenes regionales que cubren el oeste de la aglomeración lionesa como si fueran trenes de cercanías.

## Historia
La estación fue inaugurada el 17 de enero de 1876 tras la apertura de la línea Lyon - Montbrison, realizada por la Compañía de Dombes y del sureste. De hecho, dicha compañía aprovechó los pisos superiores de la estación de Saint-Paul para fijar su sede. 
En el 2008 se realizaron obras tendentes a renovar el interior de la estación.

## Descripción
La estación se encuentra en la planta baja de un edificio antiguo de piedra de cuatro plantas adornado con un frontón con un reloj de aguja en el centro. 
Aunque contaba inicialmente con seis vías en la actualidad solo mantiene cuatro operativas. Se accede a ellas gracias a dos andenes centrales. 

## Servicios ferroviarios

### Regionales
La estación sólo ofrece tráfico regional. Abarcando las siguientes ciudades:
- Línea Sain-Bel ↔ Lyon-Saint-Paul.
- Línea Lozanne ↔ Lyon-Saint-Paul.
- Línea Brignais ↔ Lyon-Saint-Paul.